# 메리 코스타
메리 코스타(Mary Costa, 1930년 4월 5일 ~ )는 미국의 오페라 가수, 배우이며 음역대는 소프라노이다. 1959년 애니메이션 영화 《잠자는 숲속의 미녀》에서 오로라 역의 성우를 맡아 연기했으며, 이를 통해 1999년 디즈니 레전드에 이름을 올렸다.

## 출연 작품
- 타이터스 앤드로니커스 (2000)
- 사랑은 영원히 (1972)
- 잠자는 숲속의 공주 (1959)
- 클라이막스! (1954)